# WTA de Hiroshima
O WTA de Hiroshima – ou Hana-cupid Japan Women's Open, na última edição – foi um torneio de tênis profissional feminino, de categoria WTA International.
Realizado em Hiroshima, no Japão, estreou em 2018 para dar continuidade ao Japan Women's Open Tennis, segundo torneio em Tóquio, até então, e durou duas edições. Não aconteceu nos anos seguintes por causa da pandemia de COVID-19 e não retornou quando os torneios regulares voltaram a ocorrer em alguns países da Ásia, em 2022. Os jogos eram disputados em quadras duras durante o mês de setembro.

## Finais

### Simples
| Ano                                                                | Campeã       | Vice-campeã      | Resultado |
| ------------------------------------------------------------------ | ------------ | ---------------- | --------- |
| Torneio não realizado em 2021 e 2020 devido à pandemia de COVID-19 |              |                  |           |
| 2019                                                               | Nao Hibino   | Misaki Doi       | 6–3, 6–2  |
| 2018                                                               | Hsieh Su-wei | Amanda Anisimova | 6–2, 6–2  |

### Duplas
| Ano                                                                | Campeãs                | Vice-campeãs                      | Resultado        |
| ------------------------------------------------------------------ | ---------------------- | --------------------------------- | ---------------- |
| Torneio não realizado em 2021 e 2020 devido à pandemia de COVID-19 |                        |                                   |                  |
| 2019                                                               | Misaki Doi Nao Hibino  | Christina McHale Valeria Savinykh | 3–6, 6–4, [10–4] |
| 2018                                                               | Eri Hozumi Zhang Shuai | Miyu Kato Makoto Ninomiya         | 6–2, 6–4         |